# Ogeu-les-Bains
Ogeu-les-Bains (okzitanisch: Augeu) ist eine französische Gemeinde mit 1.274 Einwohnern (Stand: 1. Januar 2022) im Département Pyrénées-Atlantiques in der Region Nouvelle-Aquitaine. Sie gehört zum Arrondissement Oloron-Sainte-Marie und zum Kanton Oloron-Sainte-Marie-2 (bis 2015: Kanton Oloron-Sainte-Marie-Est). Die Einwohner werden Ogeulois genannt.

## Geographie
Ogeu-les-Bains liegt etwa 18 Kilometer südsüdwestlich von Pau. Der Gave d’Ossau begrenzt die Gemeinde im Süden, im Norden verläuft das Flüsschen Escou. Umgeben wird Ogeu-les-Bains von den Nachbargemeinden Lasseube im Norden, Lasseubetat im Nordosten, Buziet im Osten, Oloron-Sainte-Marie im Süden und Westen, Herrère im Westen sowie Escou im Nordwesten.
Die Bahnstrecke Pau–Canfranc führt durch die Gemeinde.

## Bevölkerungsentwicklung
| Jahr                      | 1962 | 1968 | 1975 | 1982 | 1990 | 1999 | 2006 | 2013 |
| Einwohner                 | 884  | 823  | 824  | 1042 | 1085 | 1084 | 1115 | 1279 |
| Quelle: Cassini und INSEE |      |      |      |      |      |      |      |      |

## Sehenswürdigkeiten
- Kirche Saint-Just aus dem 19. Jahrhundert

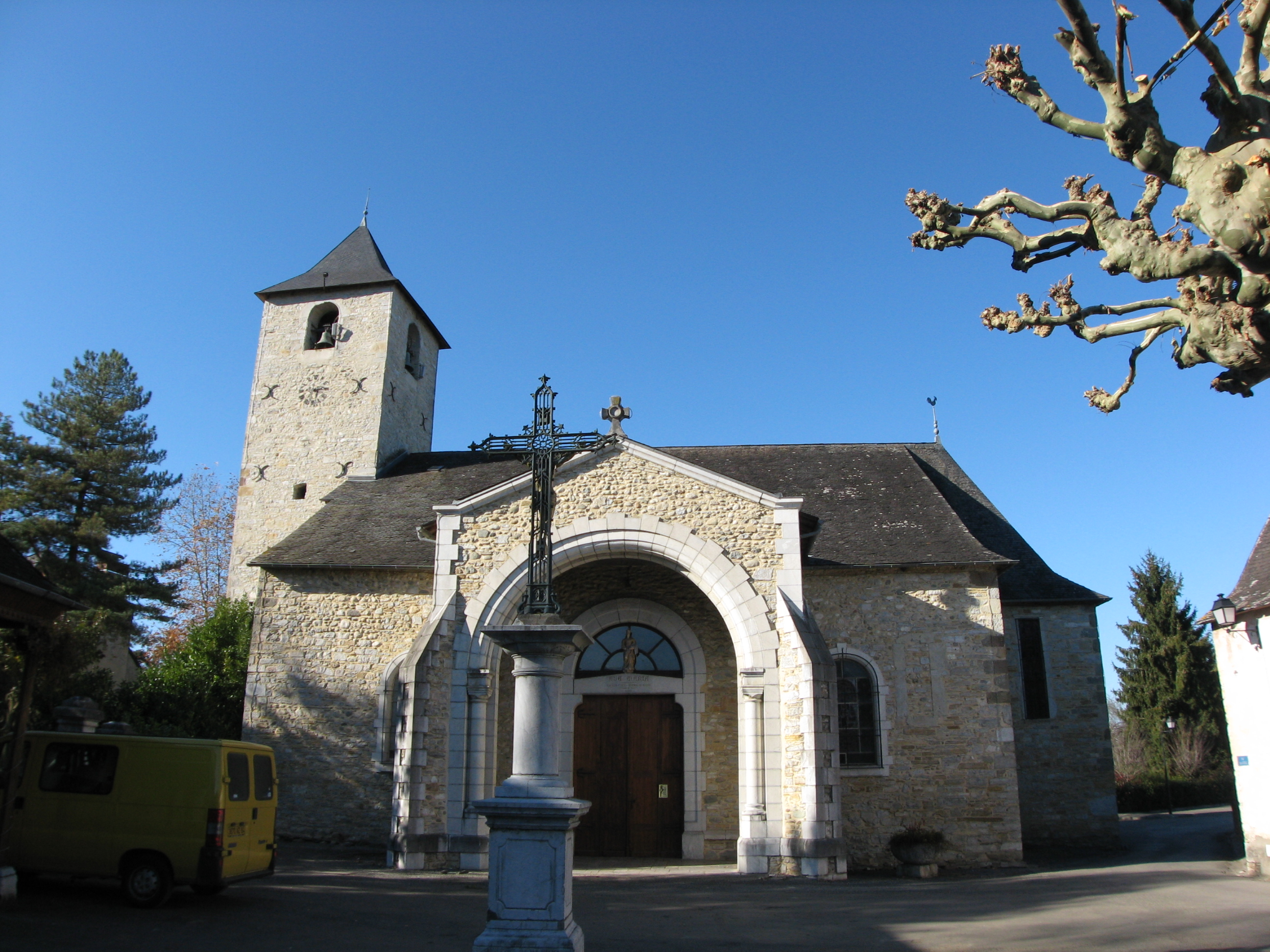
Kirche Saint-Just